# Application sélective
En droit, l'application sélective est l'exercice du pouvoir discrétionnaire par des agents de l'État (tels que des policiers, des procureurs ou un organisme de régulation), amenés à  choisir s'il convient de sanctionner une personne et, le cas échéant, de quelle manière. L'utilisation partiale du pouvoir discrétionnaire en matière d'application de la loi, par exemple sur la base de préjugés raciaux ou de corruption, est généralement considérée comme un abus de droit et une menace pour l'État de droit.
Ce concept est étroitement lié au pouvoir discrétionnaire du ministère public. Il existe une distinction entre les pays où les poursuites sont intrinsèquement discrétionnaires (principe d'opportunité) et ceux où elles sont obligatoires (principe de légalité). En outre, dans certains pays, les procureurs agissent de manière indépendante et disposent d'un pouvoir discrétionnaire plus important, tandis que dans d'autres, ils évoluent dans un système hiérarchique qui exige une plus grande conformité.
Dans certains cas, une application sélective peut être souhaitable. Par exemple, un avertissement verbal à un adolescent peut modifier efficacement son comportement sans recourir à une sanction légale, avec l'avantage supplémentaire de réduire les frais juridiques pour l'État. Dans d'autres cas, une application sélective de la loi peut être inévitable. Par exemple, il peut être peu pratique pour les agents de police de dresser des contraventions à tous les conducteurs qu'ils voient dépasser la limite de vitesse, ils peuvent donc être contraints de limiter leur action aux cas les plus flagrants de conduite imprudente.
Les dangers d'une application sélective de la loi résident dans le fait qu'elle peut porter atteinte aux principes fondamentaux de justice et d'égalité. Lorsque les lois sont appliquées de manière incohérente, cela peut conduire à des résultats arbitraires, à du favoritisme et à une inégalité de traitement devant la loi. Les personnes issues de communautés marginalisées peuvent être soumises à des sanctions plus sévères, tandis que d'autres échappent à toute responsabilité en raison de leur statut social ou de leurs relations.